# Mîșkovîci, Ovruci
Mîșkovîci (în ucraineană Мишковичі) este un sat în comuna Pișceanîțea din raionul Ovruci, regiunea Jîtomîr, Ucraina.

## Demografie
Componența lingvistică a localității Mîșkovîci
     Ucraineană (100%)
Conform recensământului din 2001, toată populația localității Mîșkovîci era vorbitoare de ucraineană (100%).